# Ambassade Tenshō

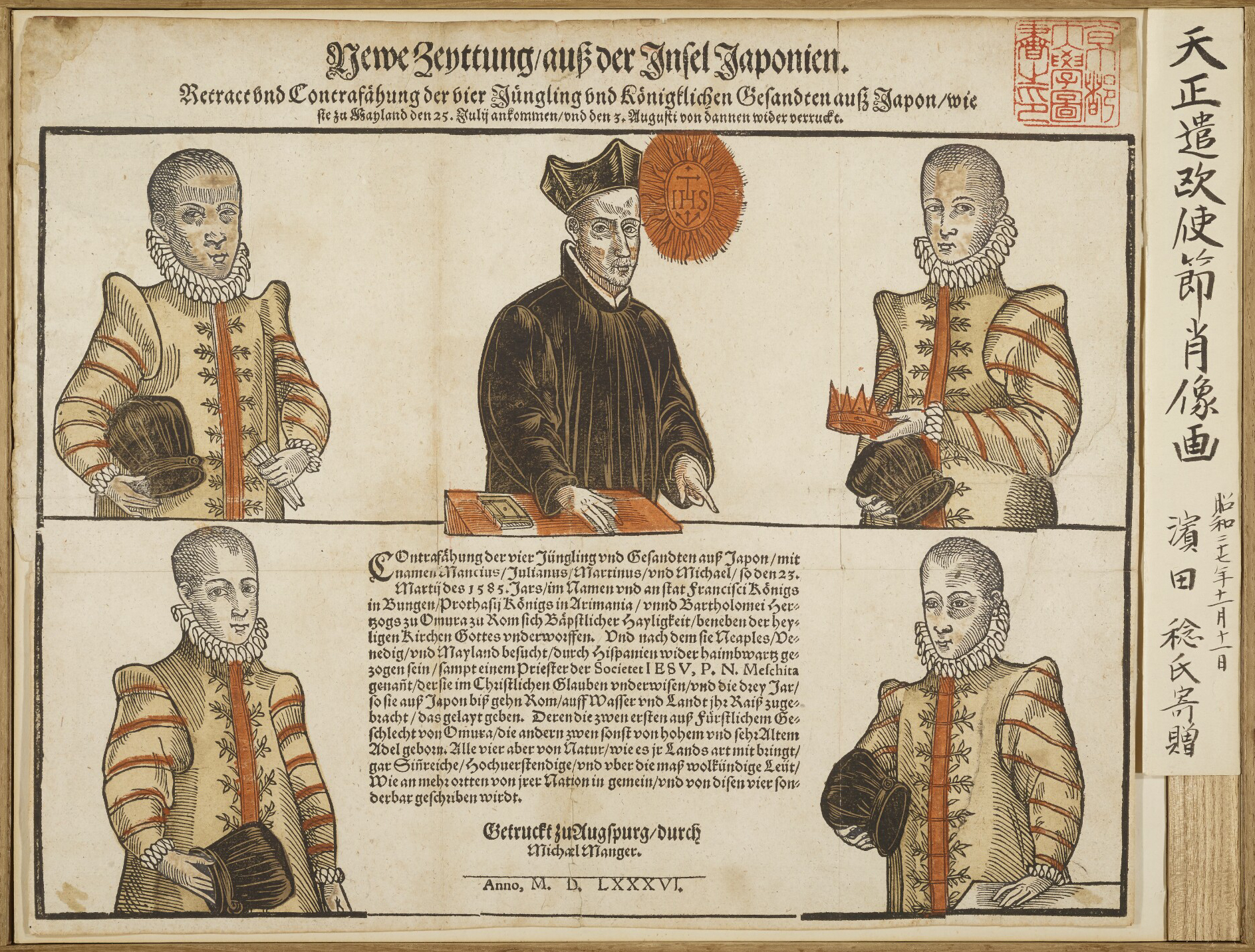
Première ambassade japonaise en Europe, en 1586.
En haut, de gauche à droite : Julião Nakaura, père Diogo de Mesquita, Mancio Itō.
En bas, de gauche à droite : Martinho Hara, Miguel Chijiwa.

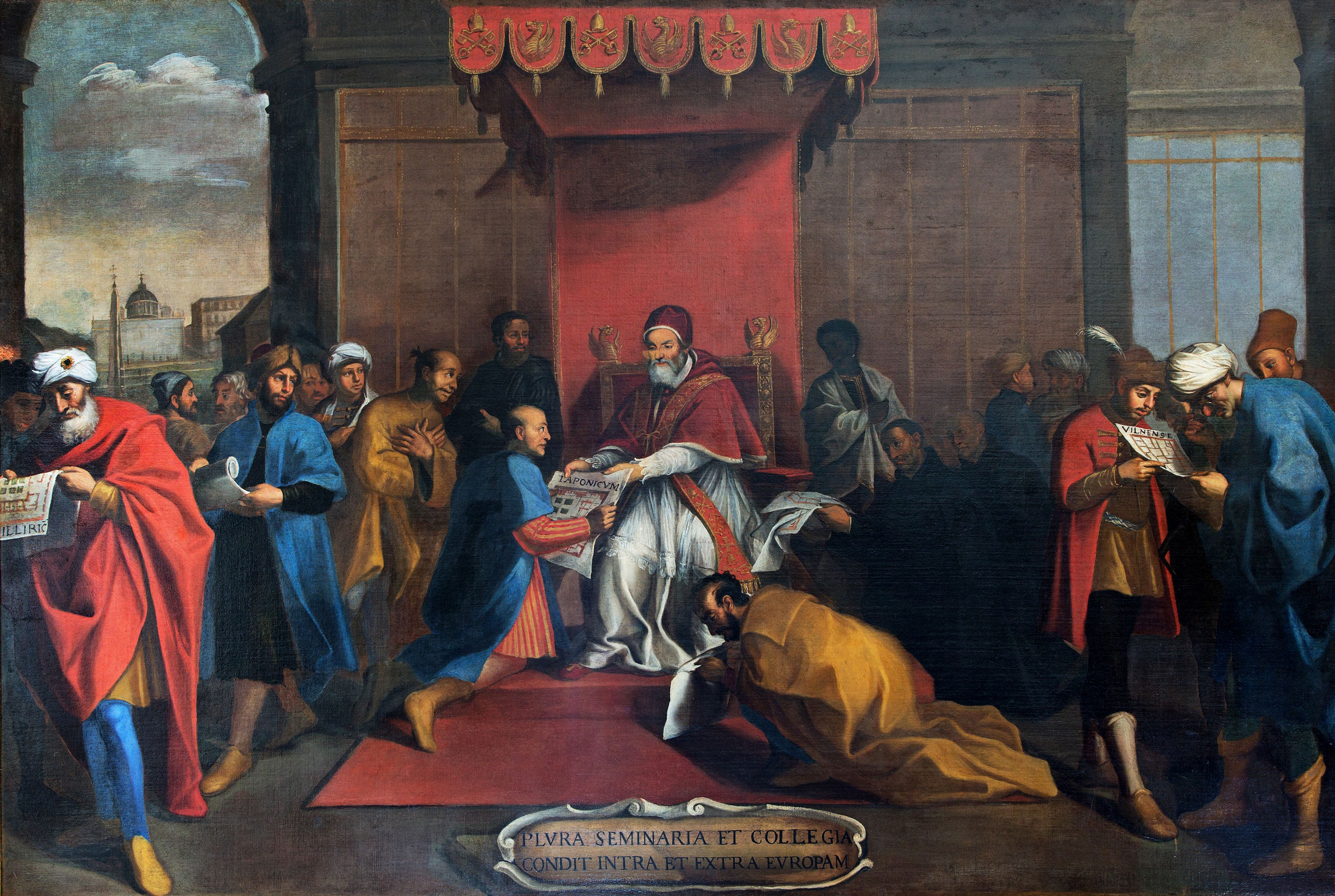
L'ambassade japonaise avec le pape Grégoire XIII le 23 mars 1585.

L'ambassade Tenshō (天正の使節), qui tient son nom de l'ère Tenshō au cours de laquelle elle se déroule, est une ambassade envoyée par le daimyo chrétien Ōtomo Sōrin au pape et aux rois d'Europe en 1582. La mission diplomatique est emmenée par Mancio Itō (伊東 マンショ, Itō Mansho, 1570-1612), un noble japonais, premier émissaire japonais officiel en Europe.

## Ambassade
Envoyer une ambassade japonaise en Europe est l'idée du jésuite Alessandro Valignano, qui reçoit le soutien de trois daimyos kirishitan (c'est-à-dire chrétiens) : Sumitada Ōmura (1532-1587), Ōtomo Sōrin (1530-1587) et Arima Harunobu (1567-1612). Mancio Itō est choisi comme porte-parole du groupe par Ōtomo Sōrin, daimyo de la province de Bungo sur l'île de Kyūshū et un proche de Shurinosuke Itō, le père de Mancio. Le 20 février 1582, Mancio Itō quitte Nagasaki en compagnie de trois autres samouraïs chrétiens :
- Miguel Chijiwa (千々石ミゲル, Chijiwa Migeru) ;
- Julião Nakaura (中浦ジュリアン, Nakaura Jurian) ;
- Martinão Hara (原マルチノ, Hara Maruchino).

Ils sont accompagnés par deux serviteurs, ainsi que par leur tuteur et interprète Diogo de Mesquita, et leur mentor Valignano, qui ne les accompagne que jusqu'à Goa, en Inde, où il doit endosser de nouvelles responsabilités. Sur leur route jusqu'à Lisbonne, où ils arrivent en août 1584, ils passent neuf mois à visiter Macao, Kochi et Goa. De Lisbonne, les ambassadeurs se rendent à Rome, but principal de leur voyage. À Rome, Mancio Itō est nommé citoyen honoraire et est reçu dans les rangs de la noblesse européenne sous le titre de Cavaliere di Speron d’oro. Durant son voyage en Europe, il rencontre le roi Philippe II d'Espagne, François Ier de Médicis, grand-duc de Toscane, le pape Grégoire XIII et son successeur Sixte V. Il y fait forte impression.
Les ambassadeurs reviennent au Japon le 21 juillet 1590. Durant leur long voyage de huit ans, ils avaient reçu l'instruction de prendre des notes qui sont à la base du document De Missione Legatorum Iaponensium ad Romanam Curiam ( De la mission des légats japonais à la Curie romaine), composé par le jésuite de Macao, Duarte de Sande et publié en 1590.
Les quatre sont ensuite ordonnés premiers pères jésuites japonais par Alessandro Valignano.
Mancio Itō meurt à Nagasaki le 13 novembre 1612. 
Martinho Hara est banni du Japon par le shogunat Tokugawa en 1614 et officie à Macao où il décède le 23 octobre 1629. 
Miguel Chijiwa quitte la Compagnie de Jésus avant 1601 et décède à Nagasaki le 23 janvier 1633. La raison de sa sécession est incertaine.
Julião Nakaura est capturé par le shogunat Tokugawa et meurt en martyr sous la torture à Nagasaki le 21 novembre 1633. Il a été béatifié le 24 novembre 2008.